# Cirkusová princezna
Cirkusová princezna (Die Zirkusprinzessin) je opereta o třech dějstvích Emmericha Kálmána (1882–1953). Libreto napsali Julius Brammer a Alfred Grünwald. Světová premiéra se konala 26. března 1926 v divadle Theater an der Wien ve Vídni. Patří mezi nejvíce hraná Kálmánova díla (za Čardášovou princeznou a Hraběnkou Maricou).

## Historie vzniku
Po úspěchu operety Hraběnka Marica v divadle Theater an der Wien napsal Kálmán hudbu pro další operetní hit. Libreto Julia Brammera a Alfreda Grünwalda bylo adaptací Millöckerova Žebravého studenta. Přenos hry do carského Ruska a kolize světa aristokratických salonů se světem cirkusových představení poskytly Kálmánovi příležitost napsat barevnou partituru, i když druhotnou vůči Hraběnce Marice. Skladba měla premiéru 26. března 1926 a přinesla skladateli značný úspěch. Role hlavní protagonistky, Fedory, se díky svým efektním melodickým áriím stala stálicí v repertoáru velkých operetních primadon.
Emmerich Kálmán vzpomíná:
| „ | „Po Marice, přede mnou a mými libretisty - Grunwaldem a Brammerem - vyvstala otázka: co napsat? Po mnoho týdnů jsme to nemohli vyřešit. Jednoho dne jsme ale při chůzi přišli do cirkusu a řekl jsem: „To je ono: Napsal jsem už operetu, jejíž děj se odehrává v blízkosti divadla, - Sylva a operetu, která se odehrává v divadle, Bajadéra. Napišme tedy ještě operetu, která se bude odehrávat v cirkusu...“ | “ |
| — G. Yaron, Stručná charakteristika k vydání operety. Leningradská továrna na gramofonové desky („Ленинградский завод грампластинок"), 1979 | |   |

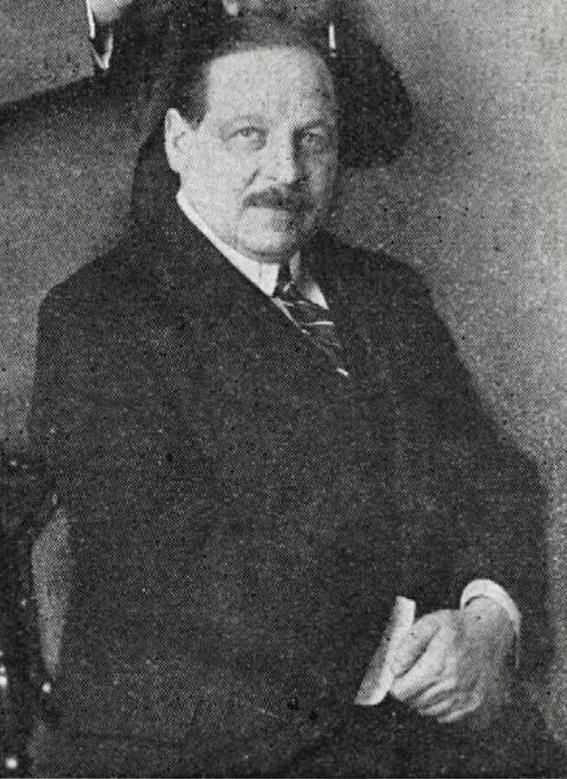
Emmerich Kálmán, 1924

A v roce 1926 se objevila opereta Cirkusová princezna. Psala se asi osm měsíců. Kalman dal této operetě, stejně jako čtyřem předchozím, „ženské“ jméno, pověrčivě věřil, že mu přináší štěstí.

## Instrumentace
Dvě pikoly, dva hoboje, dva klarinety, dva fagoty, tři lesní rohy, dvě trubky, tři pozouny, harfa, tympány, bicí souprava, banjo, celesta a smyčce.

## Děj operety

### První dějství
Petrohrad. foyer Stanislavského cirkusu
Společenskou smetánku ruského hlavního města zaujala vycházející nová cirkusová hvězda. Jedná se o tajemného mladého umělce, který si nikdy nesundá masku a vystupuje pod pseudonymem Mister X. Ředitel cirkusu Stanislavský říká, že podle podmínek smlouvy ani on neviděl tvář Mistra X.
Obklopena davem fanoušků se ve foyer cirkusu objeví mladá vdova, dědička obrovského majetku, kněžna Fedora Palinská („Федора Палинская"). Podle podmínek závěti zesnulého manžela se musí do šesti týdnů provdat za krajana, jinak veškerý majetek dostanou další příbuzní zesnulého manžela, kteří žijí v zahraničí.
Kolem kněžny se točí mnoho uchazečů o její ruku. Je mezi nimi i příbuzný ruského vládce, velkovévoda Sergej Nikolajevič. Fedora ho ale s úšklebkem odmítá a zajímá se o osobnost pana Mistra X. Ten je představen veřejnosti a chtěl by kněžně políbit ruku. Ta to však odmítne, protože komediant, cirkusový umělec, není přece takové cti hoden.
Ctitelé kněžny se snaží odstranit masku z tváře Mistra X, aby uspokojili zvědavost své dámy, ale Fedora hádku zastaví. Publikum odchází do sálu. Mistr X se zamýšlí nad osudem cirkusového umělce a nad povýšeným postojem vybrané společnosti. Spěchá ale do arény, musí hrát. Ve foyer se objeví Tony Schlumberger, mladý Rakušan z Vídně, který je zamilovaný do anglické cirkusové tanečnice Mabel Gibson. Objeví se Mabel.
V průběhu komického dialogu se ukáže, že Mabel je ve skutečnosti také Rakušankou z Vídně. Jmenuje se Lisa a na naléhání ředitele cirkusu jen předstírá, že je Angličankou. Domluví si schůzku a Tony odejde. Po vystoupení Mistra X se vrací. Je ohromen setkáním s Fedorou a prozradí Mabel své tajemství. Jmenuje se totiž Fjodor Palinský a před několika lety byl do této ženy tajně zamilován. Ona se však stala nevěstou jeho strýce, knížete Palinského. Když se kníže dozvěděl o lásce synovce ke své nevěstě, zničil mu kariéru v husarském pluku. Fjodor uprchl z domova a stal se cirkusovým umělcem.
Objeví se velkovévoda Sergej Nikolajevič, kterého však Fedora znovu odmítá. Když se velkovévoda rozloučil s nadějí, že se stane manželem kněžny, rozhodne se pomstít a zneuctít ji v očích společenské smetánky. Proto navrhne Mistru X, aby se s Fedorou setkal pod jménem princ Korosoff. Hrdá kněžna mu pak dovolí, aby jí ruku políbil. Mistr X souhlasí, protože nemůže odolat pokušení milovanou ženu vidět a promluvit s ní. Kníže zve všechny na slavnostní večeři do foyer cirkusu. Mistr X přichází bez masky. Velkovévoda ho Fedoře představí  jménem princ Korosoff. Fedora nespustí z mladého pohledného muže oči. Plán velkovévody se začíná naplňovat.

### Druhé dějství
Taneční sál v paláci velkovévody.
Uplynulo šest týdnů. Náklonnost Fedory k domnělému princi Korosoffi zesílila. Jsou už do sebe zamilováni a velkovévoda považuje za nutné události urychlit.
Na plese proto předá kněžně padělaný dopis od cara, ve kterém car požaduje, aby Fedora přišla zítra do paláce, kde ji sám  určí ženicha, aby majetek jejího bývalého manžela zůstal v Rusku. Rozhořčené Fedoře velkovévoda Sergej poradí, aby se ještě dnes vdala za muže podle svého výběru. Cara tím postaví před hotovou věc. Jediným východiskem z této situace je vdát se za prince Korosoffa přímo v domovském kostele velkovévody. Fedora tedy nabídne „princi Korosoffi“, aby se s ní oženil. S tím on nadšeně souhlasí a následují velkovévodu do kostela. Před tím však velkovévoda Fjodora oklamal tvrzením, že celou pravdu již Fedoře řekl.
Tony a Mabel se objevují na plese. Jejich vztah dosáhl vrcholu a chtějí se také neprodleně vzít.
Svatební obřad je ukončen, princ a princezna Kirasovi vycházejí z kostela. Do sálu však nečekaně vejdou cirkusoví umělci pod vedením Stanislavského a předají páru portrét Mistra X. Velkovévoda se Fedoře vysměje, její manžel není žádný princ, ve skutečnosti je to cirkusový umělec, pan Mistr X a ona se tedy stala cirkusovou princeznou. Fedora je zděšená a svého novopečeného manžela odmítá. Ve hněvu jí Fjodor odhalí celou pravdu – je skutečný kníže Palinský, byl do ní dlouho zamilován a jen kvůli nešťastné lásce a žárlivosti svého strýce byl nucen stát se cirkusovým umělcem. Fedora se snaží získat ho zpět, ale Palinsky spolu s cirkusovými umělci odchází.

### Třetí dějství
Vídeň, hotel „U arcivévody Karla".
Hoteliérka Karla Schlumberger hovoří v hotelové restauraci s hlavním číšníkem Pelikánem o záležitostech hotelu i o osobních starostech. Je znepokojena chováním svého syna Tonyho, který se vrátil z Petrohradu, ale ne sám. Podezřelá je také záhadná dáma, která se v hotelu usadila v době Tonyho návratu. Karla odchází a objeví se Tony. Je zoufalý, protože neví, jak říct své matce, že se oženil bez jejího vědomí, a dokonce ještě s cirkusovou umělkyní. Tony všechno řekne Pelikánovi a ten mu slibuje pomoc.
Do restaurace vstoupí Lisa a trvá na tom, aby ji Tony představil své matce. Nechce už žít v klamavé situaci. Uprostřed vysvětlování vstoupí Karla. Pravdu již není možné dále skrývat. Po bouřlivém vysvětlování najdou Karla a Lisa společnou řeč a smíří se. Ukáže se totiž, že Lisa je dcerou rakouského důstojníka Burštalera, do kterého byla Karla v mládí zamilovaná). Tonymu je odpuštěno.
Otevře se restaurace a objeví se hosté. Mezi nimi jsou velkovévoda a Fedora. Ta je smutná, ale také hrdá. Nebude přece první ženou, jež hledá usmíření s manželem, který hned po svatbě odešel neznámo kam. Velkovévoda ji v tom silně podporuje.
Objeví se Fjodor. Odpustil své ženě, ale nechce s ní mluvit před velkovévodou. S pomocí Pelikána se podaří vylákat velkovévodu z restaurace. Fjodor se posadí vedle Fedory, manželé se usmíří. a budou spolu dlouho a šťastně žít.

## Obsazení při premiéře
| Postava                           | Hlasový obor      | Premiéra 26. březen 1926 |
| --------------------------------- | ----------------- | ------------------------ |
| Mistr X / Fjodor Palinský         | tenor             | Hubert Marischka         |
| kněžna Fedora Palinská            | soprán            | Betty Fischer            |
| Miss Mabel Gibson subreta         | soprán            | Elsie Altmann            |
| Toni Schlumberger                 | tenor             | Fritz Steiner            |
| Sergej Wladimir, velkovévoda      | baryton           | Richard Waldemar         |
| hrabě Sakusin                     | činoherní postava |                          |
| poručík Petrovič husar            | činoherní postava |                          |
| Stanislavský, ředitel cirkusu     | bas               | Hans Moser (herec)       |
| Karla Schlumberger, hoteliérka    | kontraalt         | Betty Fischer            |
| Pelikán, vrchní číšník            | činoherní postava |                          |
| baron Bruzovský                   | činoherní postava |                          |
| Luigi Pinelli, impresario a klaun | tenor             |                          |
| Dámy z manéže                     |                   |                          |

## Inscenační historie
Po „Čardášové princezně“ a „Hraběnce Marice“ slavil Emmerich Kálmán svůj třetí světový úspěch operetou „Cirkusová přincezna“, která měla premiéru 26. března 1926 v divadle Theater an der Wien. Tato opereta má pro operetní žánr poměrně neobvyklé hudební bohatství. Sahá od barevné, oslnivé cirkusové hudby až po vídeňský valčík, čardáš a moderní foxtrot. V Theater an der Wien se odehrálo 344 představení.
Opereta pak byla provedena v Maďarsku v adaptaci Ernő Kulinyi a Imre Liptai v budově Király Színház v Budapešti dne 24. září 1926. Dále pak ve Švédsku (Stockholm, Vasa-Teatern, 6. října 1926); Německu (Hamburk, Operetten-Teater, 17. října 1926) a - jako „Mister X" - v Rusku (Moskva, 23. listopadu 1926). Během roku 1926 se také hrála v Československu (německy 28. října v německém divadle v Brně, 27. listopadu v Opavě, 18. prosince v Teplicích, 25. prosince v Novém německém divadle v Praze; česky 10. prosince 1926 v Olomouci), Itálii, Finsku a Polsku. V Berlíně se premiéra operety konala 25. prosince 1926.
Anglická verze, „The Circus Princess", adaptovaná Harrym B. Smithem, se poprvé hrála v divadle Apollo v Atlantic City, 4. dubna 1927 a ve Winter Garden Theatre v New Yorku od 25. dubna 1927. V hlavní roli Guy Robertson a Desiree Tabor. Cirkusová představení byla v americké produkci obzvláště bohatá, včetně jezdců, aerialistů a slavného klauna, Poodles Hanneforda. 

## Film
- 1929 : Die Zirkusprinzessin, Německo, režie: Victor Janson, scénář Jane Bess, Imre Kalman.
- 1958 : Mister X (Мистер Икс) SSSR, režie: Josef Chmelnický (Юзеф Хмельницкий)
- 1970 : Die Zirkusprinzessin, Německo, režie: Manfred Köhler
- 1982 : Принцесса цирка, SSSR, režie Светлана Дружинина.